# David Esteva
David Yaya (Catatumbo, Edo. Zulia, Venezuela, 20 de octubre de 1992) es un futbolista de nacionalidad venezolana y española. Exjugador del Fort Lauderdale de la USL First Division (Estados Unidos).
Su primer equipo fue el Zulia FC (2008-2009). Después, el FC Barcelona B lo fichó en el año 2009, convirtiéndose en una amenaza para otros equipos y uno de los mejores jugadores junto a Pedro Rodríguez Ledesma y el otro venezolano Jeffren Suárez. En poco tiempo ayudó a los Catalanes a recuperar el primer puesto de la Segunda División B de España al batir el récord de asistencias de ese equipo que antiguamente tenía Lionel Messi con 20 asistencias. Lamentablemente el FC Barcelona B no quedó campeón de la división y no pudo ascender a la Segunda División A

## Trayectoria
David Yaya inició su carrera en el 2007 en las canteras del recién fundado equipo Zulia FC y logró debutar como profesional el 2008 ante el Táchira FC, jugando 13 minutos. El Zulia FC perdió ese encuentro 2-0 ya en primera división venezolana. En enero de 2009 fue fichado por la organización del FC Barcelona donde vivió la mejor parte de lo que lleva de carrera siendo una de las revelaciones estrella de la temporada, batiendo el récord de Lionel Messi con 22 asistencias en sus años en el FC Barcelona B. En octubre de 2009 vuelve al Zulia FC por decisión propia hasta enero de 2010, cuando es fichado por Fort Lauderdale FC de la Major League Soccer B.

## Clubes
| Club               | País           | Año  |
| ------------------ | -------------- | ---- |
| Zulia FC           | Venezuela      | 2008 |
| FC Barcelona B     | España         | 2009 |
| Zulia FC           | Venezuela      | 2009 |
| Fort Lauderdale FC | Estados Unidos | 2010 |

### Selección nacional
En el 2009 debuta con la selección nacional Sub-17 en el Mundial Sub-17 Nigeria 2009.Con la selección absoluta ha estado en 3 encuentros pero nada más ha disputado un partido que terminó en empate a 0  contra Japón en febrero del 2010
- Datos: Q5799966